# Økumenisk koncil
Økumenisk koncil (af latin concilium) og økumenisk synode (af græsk synodos – "samme vej") bruges om en kirkelig forsamling af biskopper. Økumeni betyder bogstaveligt "huset hvor vi bor" og bruges i betydningen "indenfor den verden, hvor vi bor". Det var underforstået det romerske rige. 
Økumeni havde med andre ord i antikken (og fortsat i den ortodokse kirke) en anden betydning end den moderne: at nedbryde skrankerne mellem de kristne kirkesamfund; den tværkonfessionelle holdning; det praktiske økumeniske arbejde. Fra 325 indkaldte de romerske kejsere til økumeniske synoder eller økumeniske koncilier, dvs. kirkemøder gældende for hele kristenheden 

De syv første af de økumeniske konciler og deres erklæringer, anerkendes af den romerske katolske kirke og den ortodokse kirke. Også Folkekirken bruger betegnelsen "økumeniske konciler" om de syv første, men anser ikke koncilerne for bindende – se Rigsdagen i Worms:
- 1. økumeniske koncil, år 325 i Nikæa i Lilleasien ved Konstantinopel.
  - Det erklæres, at Faderen og Sønnen er af samme væsen (græsk: homousios eller homoousios, ikke at forveksle med homoiusios = en lignende substans).
  - Arius udstødes af kirken, og arianismen fordømmes
  - Den nikænske trosbekendelse formuleres første gang
  - Det blev besluttet, at biskoppen af Alexandria fik privilegiet at beregne, hvornår påsken skulle falde
- 2. økumeniske koncil, 381: Anden økumeniske synode i Konstantinopel I. Nikæasynodens beslutninger udvides, og det præciseres, at Helligånden skal tilbedes sammen med Faderen og Sønnen, og de såkaldte makedonianere eller pneumatomachere udstødes af kirken (et parti, der benægtede Helligåndens fulde guddommelighed)
- 3. økumeniske koncil, 431: Tredje økumeniske synode i Efesos i Lilleasien. Det erklæres, at jomfru Maria er 'theotokos', dvs. 'Gudføderske' eller 'Guds Moder', og Nestorius udstødes af kirken
- 4. økumeniske koncil, 451: Fjerde økumeniske synode i Chalkedon i Lilleasien. Efesossynoden bekræftes, og desuden erklæres det, at Jesus Kristus er af fuldstændig menneskelig og guddommelig natur, at de to naturer hverken sammenblandes eller adskilles, og at[bør uddybes] er én person, som er Ordet (Logos). Eutykes, en ekstrem 'monophysit', fordømmes, og Dioskur, biskop af Alexandria, afsættes.
- 5. økumeniske koncil, 553: Femte økumeniske synode i Konstantinopel II. Tekster fordømmes bl.a. forfattet af Origenes, der levede århundreder før, og Theodor af Mopsuestia, der døde ca. 125 år før
- 6. økumeniske koncil, 680-81: Sjette økumeniske synode i Konstantinopel III. Det erklæres, at Jesus Kristus har to viljer, en guddommelig og en menneskelig. Den såkaldte 'monotheletisme', der hævdede, at Jesus havde to naturer, men én vilje, fordømmes.
- 7. økumeniske koncil, 787: Syvende økumeniske synode i Nikæa (II) i Lilleasien. Det fastslås, at billederne må æres, ikke dyrkes. Den, der ærer billederne, ærer den, der er afbildet. Ikonoklasmen fordømmes

Efter skismaet mellem den romerske katolske kirke og den ortodokse kirke
Den romersk katolske kirke
- 8. økumeniske koncil: Konstantinopel IV (869-870)
- 9. økumeniske koncil: Lateran I (1123)
- 10. økumeniske koncil: Lateran II (1139)
- 11. økumeniske koncil: Lateran III (1179)
- 12. økumeniske koncil: Lateran IV (1215)
- 13. økumeniske koncil: Lyon I (1245)
- 14. økumeniske koncil: Lyon II (1274)
- 15. økumeniske koncil: Vienne (1311-1313)
- 16. økumeniske koncil: Konstanz (1414-1418)
- 17. økumeniske koncil: Basel-Ferrara-Firenze (1431-1439)
- 18. økumeniske koncil: Lateran V (1512-1517)
- 19. økumeniske koncil: Trient/Trento (1545-1563)
- 20. økumeniske koncil: Vatikan I (1869-1870) også kaldt Første Vatikanerkoncil
- 21. økumeniske koncil: Vatikan II (1962-1965) også kaldt Andet Vatikanerkoncil

Den ortodokse kirke
Ingen synoder efter den 7. synode har samlet biskopper fra hele den ortodokse kirke. Dog er der to, der ofte benævnes den 8. og 9. synode. Der har været afholdt mange kirkemøder, men de har haft mere lokal karakter.
- 8. økumeniske synode: Det 4. Konstantinopel-koncil (879-880)
- 9. økumeniske synode: Det 5. Konstantinopel-koncil (1341-1351)